# Kavaratti
Kavaratti (in malayalam കവരത്തി) è una città censuaria indiana di 11.473 abitanti, capitale del territorio federato delle Laccadive. In base al numero di abitanti la città rientra nella classe IV (da 10.000 a 19.999 persone).

## Geografia fisica
La città è situata a 10° 34' 0 N e 72° 37' 0 E al livello del mare, sull'isola omonima. L'isola, che è estesa per 6 km in lunghezza e 1 km in larghezza, si trova a circa 300 km dalla costa ovest del Kerala.

## Società

### Evoluzione demografica
Al censimento del 2001 la popolazione di Kavaratti assommava a 10.113 persone, delle quali 5.579 maschi (pari al 55% della popolazione) e 4.534 femmine (pari al 45%). I bambini di età inferiore o uguale ai sei anni assommavano a 1.175 (pari al 12% della popolazione), dei quali 614 maschi e 561 femmine. Infine, coloro che erano in grado di saper almeno leggere e scrivere erano 7.889 (pari al 78% della popolazione, dato più alto della media nazionale del 59.5%), dei quali 4.645 maschi e 3.244 femmine.

## Luoghi d'interesse
Kavaratti è famosa principalmente per la sua laguna, ideale per gli sport acquatici, e per la bellezza dei suoi fondali. Nell'isola sono inoltre presenti 52 moschee, fra le quali la più famosa è la moschea Ujira con i suoi esotici bassorilievi su legno.